# Gibson (Arkansas)
Gibson is een plaats (census-designated place) in de Amerikaanse staat Arkansas, en valt bestuurlijk gezien onder Pulaski County.

## Demografie
Bij de volkstelling in 2000 werd het aantal inwoners vastgesteld op 4678.

## Geografie
Volgens het United States Census Bureau beslaat de plaats een oppervlakte van
21,4 km², waarvan 21,3 km² land en 0,1 km² water.

## Plaatsen in de nabije omgeving
De onderstaande figuur toont nabijgelegen plaatsen in een straal van 16 km rond Gibson.